# Marelica
Marelica (barakokula, kajsija, lat. Prunus armeniaca), je kontinentalna koštuničava voćka koja sa šljivama, bademima, breskvama, višnjama i trešnjama pripada rodu Prunus porodice Rosaceae.

## Opis
Marelica raste kao grm ili nisko drvo, visoko 8–12 m, sa stablom promjera do 40 cm. Oblik krošnje je okrugao, ponekad plosnat. Kora stabla je tamnosiva, uzdužno ispucala. Mlade grane i lisne drške su često crvenkaste boje. Listovi su ovalni, dugi 5 –10 cm, široki 5 – 8 cm, sa špicastim vrhom i nazubljenim rubom. Lisne drške su duge 2 – 4 cm.
Cvjetovi imaju kratku cvjetnu dršku, pa često imaju izgled sjedećih cvjetova. Razvijaju se usamljeno ili u parovima, najčešće prije listanja biljke. Promjer cvijeta je 2—4,5 cm. Marelica je samooplodna, rijetko stranooplodna biljka. Najvažniji oprašivač je pčela.
Plod je koštunica, podsjeća na malu breskvu, promjera 1,5 – 2,5 cm, žute do narančaste boje, ponekad i crvene na strani izloženoj suncu. Jedna sjemenka se nalazi unutar tvrde koštice.

## Podrijetlo i status
Središte nastanka i prirodno područje ove vrste teško je definirati, tijekom ranog pripitomljavanja (3 stoljeća pr. Kr.). Marelice najvjerojatnije potječu iz predjela Srednje Azije i sjeveroistočne Kine, iz oblasti u blizini ruske granice. Moguće je da prirodno područje vrste obuhvaća i Korejski poluotok i Japan. Marelica, iako to njeno botaničko ime sugerira, ne potječe iz Armenije. U Armeniju su kajsije stigle poslije 3000 godina, šireći se duž Puta svile. Odatle su je Rimljani, oko 70. godine prije nove ere, proširili po cijeloj Europi.
Danas, divlje (nepripitomljene) jedinke marelice rastu u vrlo malim grupama u Kini, Kazahstanu, Kirgistanu i Uzbekistanu. Tijekom male brojnosti ovih populacija, vrsta Prunus armeniaca smatra se ugroženom.
Uzgojene sorte marelica raširene su širom planeta. Najbolje uspijeva u područjima s blagom, mediteranskom klimom, tijekom čega se u takvim područjima intenzivno komercijalno uzgaja.

## Proizvodnja i upotreba
Prema statističkim podacima iz 2005. godine, najviše marelica se proizvodi u Turskoj (390.000 tona godišnje), Iranu (285.000) i Italiji (232.000). Osim za potrebe prehrane stanovništva, marelica se koristi kao dekorativna vrsta, a njeno drvo je visoke mehaničke i dekorativne kvalitete. Na području bivše SFRJ, područje gdje su se najviše uzgajale marelice 1960-ih godina je bila Subotičko-horgoška pješčara u Bačkoj.
Hranjiva vrijednost i sastav ploda mijenjaju se sušenjem ili termičkom obradom. U sastav ploda ulaze pojedini vitamini, kao i polifenoli. Najzastupljenija kiselina u plodovima kajsije je limunska kiselina.
Osim ploda, sjemenka kajsije se koristi u prehrambenoj industriji, najčešće kao zamjena za sjemenku badema. Od ove sjemenke se spravlja talijanski liker amareto. Ulje iz sjemenka kajsije se ponegdje upotrebljava kao jestivo ulje.

## Vanjske poveznice
- The Mirror of Literature, Amusement, and Instruction